# Йеменцы
Йеменцы (араб. اليمنيون) — народ, населяющий Йемен. Численность — 19,7 млн человек (2005). Около 1,5 млн человек проживает в странах Персидского залива.

## Происхождение
Йеменцы — коренное население Южной Аравии.

## История
С древнейших времён в Южной Аравии существовала земледельческая цивилизация. На территории Йемена сменяли друг друга царства Маин, Катабан, Аусан, Хадрамаут, Саба и Химьяр (I тысячелетие до н. э. — VI век н. э.).
В IV веке н. э. юг Йемена был ненадолго завоёван Аксумским царством.
В 570 году Йемен был завоёван персами и до прихода ислама в 628 году был далёкой провинцией Сасанидской державы.
В XVI веке Йемен вошёл в состав Османской империи.
В 1839 году британцы основали аванпост в Адене, со временем подчинив себе весь Южный Йемен.
В 1918 году Северный Йемен стал независимым королевством, а в 1962 году — республикой.
В 1967 году независимым стал Южный Йемен.
В 1990 году оба Йемена объединились в Йеменскую Республику.

## Язык
Большинство йеменцев говорят на северо-йеменском и южно-йеменском диалектах арабского языка, субэтнические группы говорят на махрийском, хадрамаутском и сокотрийском диалектах.

## Генетика
Генетические исследования показывают, что Y-хромосомная гаплогруппа J достигает у йеменских арабов 72 %.

## Религия
Арабы Йемена исповедуют ислам различных толков.
Население Северо-востока шииты: большинство — зейдиты, меньшинство — исмаилиты. Население Юга и Юго-запада — сунниты.

## Социальная организация

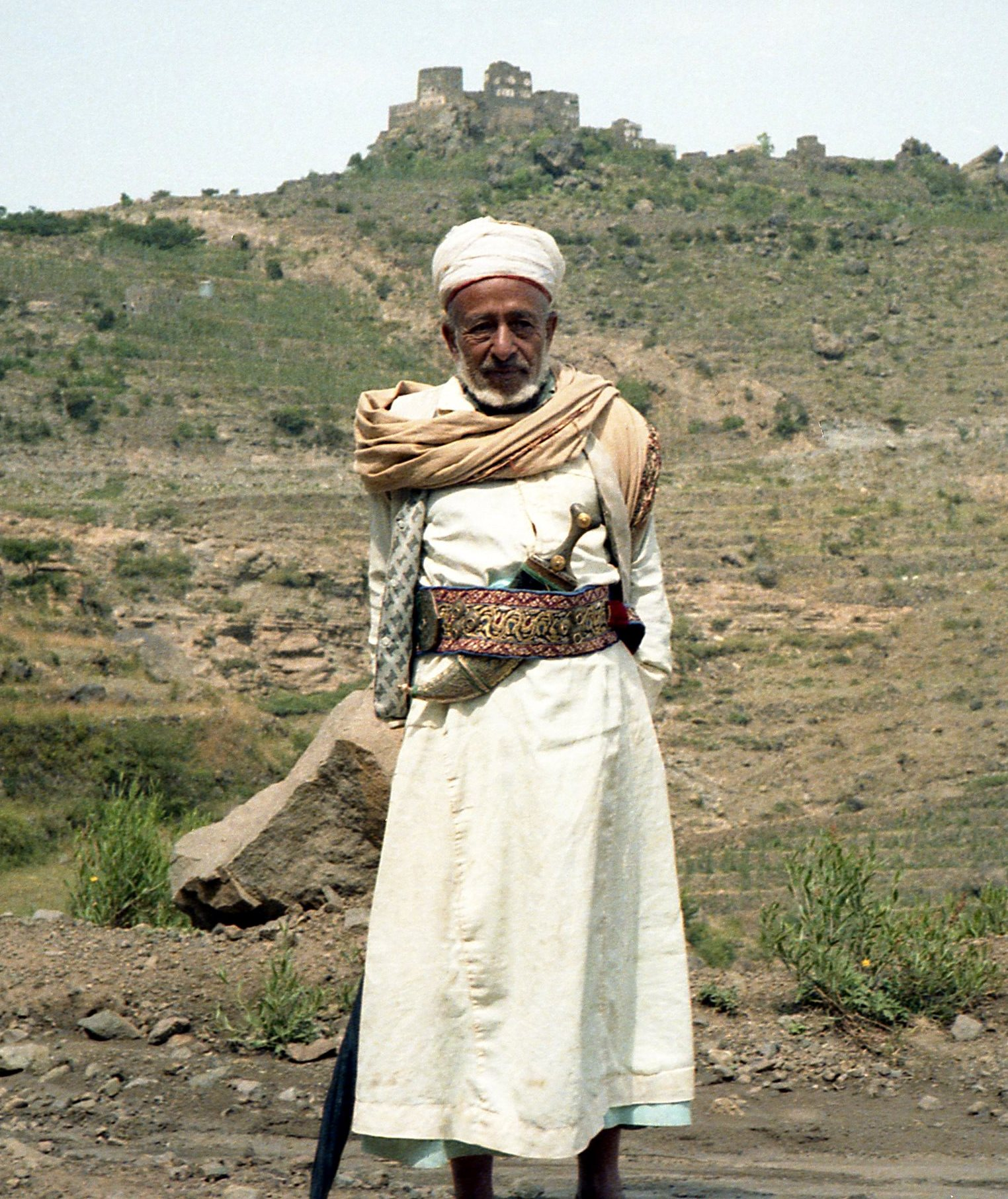
Йеменец с кинжалом «джамбия»

В Северном Йемене особенно сильны старые племенные традиции и архаичная социальная структура. Привилегированные сословия — «сейиды» (потомки Мухаммада), а также «машаих» и «кади» (знатоки богословия). За ними следуют кабили — принадлежащие к племенам и владеющие землёй. Следом идут «слабые люди»: торговцы, ремесленники и прочие, не относящиеся к племенам, и занимающиеся недостойными настоящего кабили делом. Кабили могут быть патронами слабых, вторые зачастую выступают в качестве прослойки между племенами.
Большинство племён (в том числе крупнейшие союзы Хашид и Бакил) считаются «южными арабами» — кахтанитами, меньшинство, в том числе сейиды, причисляют себя к «северным» аднанитам. Одежда и оружие являются знаком принадлежности к определённому племени и сословию. Традиционный мужской костюм представляет собой рубаху, юбку и шапочку, либо платок. Женский костюм состоит из свободного платья и покрывала, закрывающего лицо. Изогнутый кинжал «джамбия» и винтовка — неотъемлемые атрибуты любого кабиля. В их домах есть пулемёты, гранатомёты и даже лёгкая артиллерия. Кроме кабилей, носить оружие могут только привилегированные сословия, но богословы обычно пренебрегают этим правом.

## Хозяйство

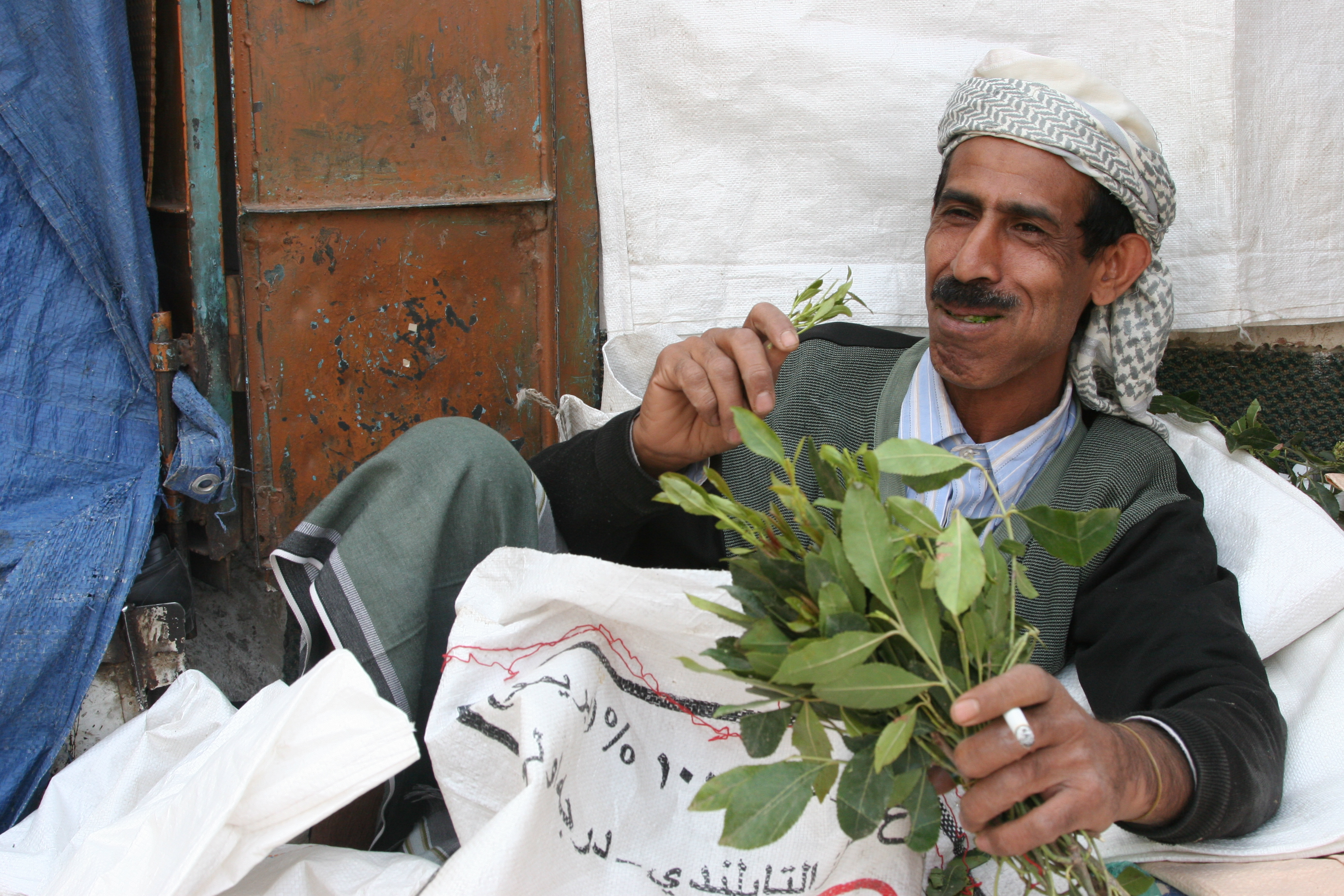
Йеменец, жующий листья ката

Традиционные занятия йеменцев — возделывание зерновых и технических культур во влажных долинах Юга и Юго-Запада, над которыми проливаются дожди из воздушных масс, упирающихся в горы, отделяющие побережье от пустыни. В сухих пустошах Северо-Востока пасут свои стада кочевники. Также распространены традиционные ремёсла. Веками Йемен был известен своим кофе, плантации которого серьёзно сократились во время войны 1990 г.
Пища йеменцев — зерновые продукты, плоды садов, молоко, мясо, на побережье — рыба. Очень распространено жевание листьев ката — наркотического растения. До 80 % населения обоих полов регулярно жуёт кат. Кат — самая выгодная культура, занимающая 9 % всех сельхозугодий, 18 % населения работает в этой индустрии.
Жилища йеменцев варьируются от палаток бедуинов до пещерных домов и уникальных 5—7-этажных «высоток», построенных из саманного кирпича века назад.
Очень богаты музыкальная культура и поэзия Йемена, имеющая многовековые корни.